# Jason Ellis (baloncestista)
Jason Ellis (Kent, Washington; 15 de diciembre de 1982) es un exjugador de baloncesto estadounidense.

## Biografía
Tras pasar por el Kentridge High School, jugó cuatro temporadas en Broncos de la Universidad de Boise State donde se convirtió en el máximo reboteador de la historia de la universidad con 948 rebotes (tercero en promedio tras Bill Otey y Steve Wallace). Tras no ser elegido por ningún equipo en el Draft de 2005 (aunque en la USBL fue elegido por Westchester Wildfire y en la CBA por Idaho Stampede) firmó contrato con el Boncourt BC suizo donde jugó dos temporadas.
En noviembre de 2007 se presentó al draft de la NBA Development League donde fue elegido por Idaho Stampede, con quien ganaría el campeonato en 2008. En el verano de 2009 firma con el GasTerra Flames holandés con quien gana el título en 2010 siendo nombrado en su primera temporada mejor defensor del año, formando parte también del primer quinteto de la Eredivise y del primer quinteto defensivo. En la campaña siguiente participa en la fase clasificatoria para la Euroliga cayendo eliminado en la fase previa ante el Unics Kazan, pasando a la Eurocup donde caerían en la fase regular. A nivel de la liga nacional, el equipo pasó a la final de la Eredivise donde caerían ante el ZZ Leiden y ganó la copa, mientras que Jason Ellis formaría parte del segundo quinteto de la liga y del primer equipo defensivo.
En 2011 se presenta al draft de la NBA Development League donde volvió a ser escogido por los Idaho Stampede, sin embargo en su primera temporada juega pocos partidos, aun así vuelve a ser renovado por el equipo para una segunda temporada.

## Estadísticas
| Temporada | Equipo         | Liga     | P  | TIT | MIN  | TC  | TCA | %TC   | 3P  | 3PA | %3P | TL   | TLA | %TL   | R.OF. | R.DEF. | REB | ASIS | ROB | TAP | PER | FP  | PTS |
| 2007-08   | Idaho Stampede | D-League | 37 | 10  | 15.9 | 2.2 | 4.1 | 0.523 | 0.0 | 0.0 | 0.0 | 1.1  | 1.3 | 0.830 | 2.8   | 2.4    | 5.1 | 0.6  | 0.5 | 0.3 | 0.6 | 2.2 | 5.4 |
| 2008-09   | Idaho Stampede | D-League | 48 | 15  | 24.1 | 2.6 | 5.5 | 0.477 | 0.0 | 0.0 | 0.0 | 1.7  | 2.1 | 0.804 | 4.0   | 4.6    | 8.7 | 0.9  | 0.9 | 0.7 | 1.1 | 2.7 | 6.9 |
| 2011-12   | Idaho Stampede | D-League | 5  | 5   | 24.4 | 1.0 | 4.2 | 0.238 | 0.0 | 0.0 | 0.0 | 1.2  | 1.6 | 0.750 | 3.0   | 3.8    | 6.8 | 0.4  | 0.6 | 1.0 | 0.8 | 4.0 | 3.2 |
| Total     |                | D-League | 90 | 30  | 20.7 | 2.3 | 4.8 | 0.482 | 0.0 | 0.0 | 0.0 | 1.4. | 1.7 | 0.809 | 3.5   | 3.7    | 7.1 | 0.7  | 0.7 | 0.6 | 0.9 | 2.6 | 6.1 |